# Psychotria chamelaensis
Psychotria chamelaensis är en måreväxtart som beskrevs av Charlotte M. Taylor och Dominguez-lic.. Psychotria chamelaensis ingår i släktet Psychotria och familjen måreväxter. Inga underarter finns listade i Catalogue of Life.